# Radu Tudor Ciornei
Radu Tudor Ciornei (n. 30 septembrie 1971, Suceava, România) este un deputat român, ales în 2020 din partea USR. 